# Instituto de Estudios Políticos de Lyon
El Instituto de Estudios Políticos de Lyon (conocido como Sciences Po Lyon) fue fundado en 1948. Es un prestigioso establecimiento público francés de enseñanza superior creado en 1948, situado en la ciudad de Lyon perteneciente a la Universidad de Lyon II. Sciences Po Lyon se localiza en el séptimo distrito de la ciudad en compañía del centro histórico de la resistencia y de la deportación y del sede central de la ONG Handicap Internacional. Es uno de los diez institutos de estudios políticos de Francia, y forma parte por lo tanto de las grandes escuelas (la admisión se hace sobre la base de concurso). 
El IEP ofrece 5 años de estudio repartido en dos ciclos (entre los cuales, el tercer año en el extranjero), formaciones generalistas de alto nivel durante el primer ciclo, seguido por una formación especializada en secciones (servicio público, comunicación y periodismo, relaciones internacionales).
El Instituto de Estudios Políticos de Lyon propone a los estudiantes extranjeros un diploma internacional adaptado.
Los estudiantes estudian sobre todo ciencias sociales, historia, economía y por supuesto ciencias políticas.

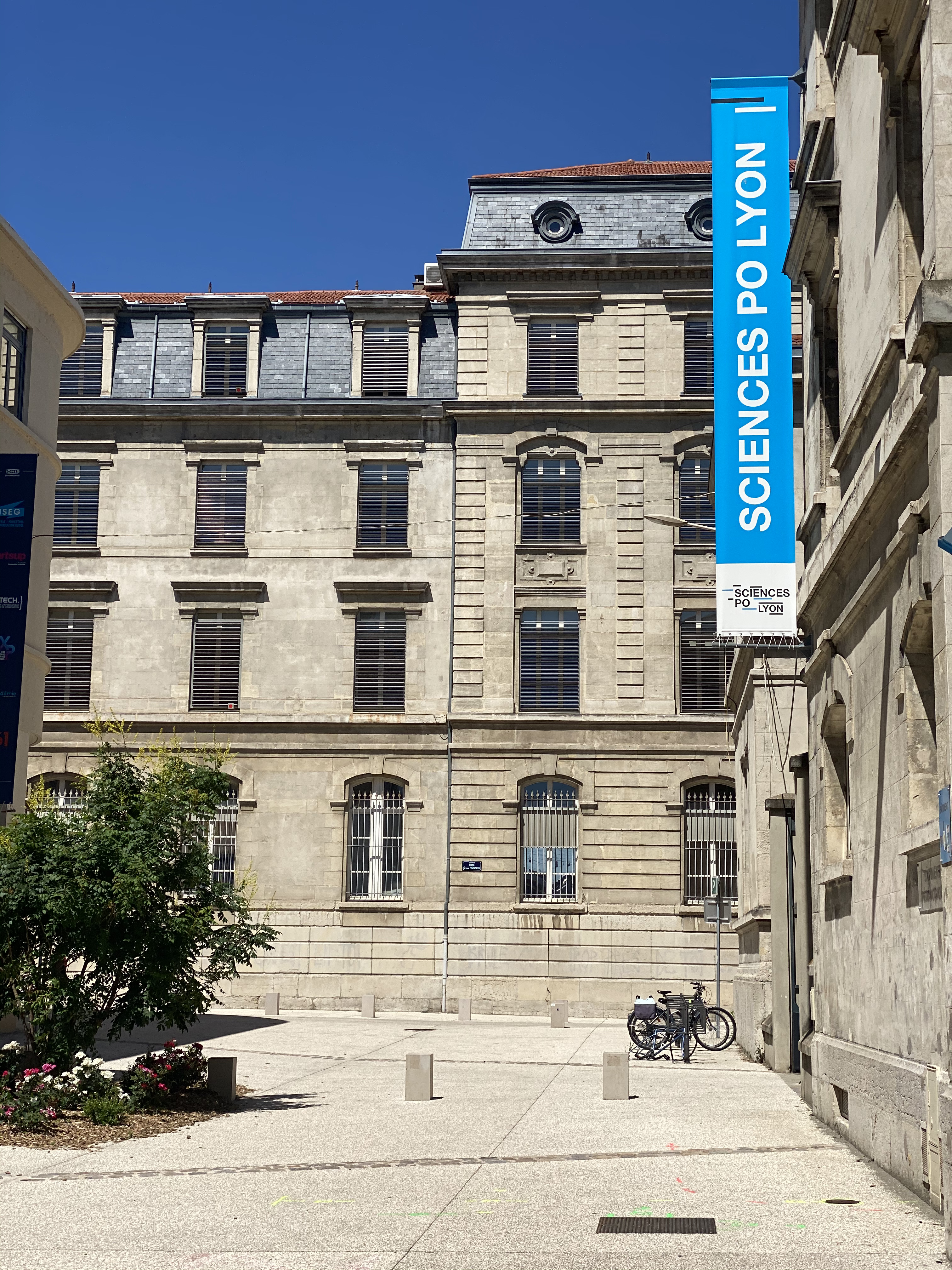

## Historia
El IEP de Lyon fue creado el 4 de mayo de 1948 mediante decreto de Ley 48-779, el mismo decreto sanciona además la creación de los Institutos de Estudios Políticos de Burdeos, Grenoble y Toulouse.
Es un establecimiento público de carácter administrativo adjunto a la Universidad de Lyon II desde 1989.

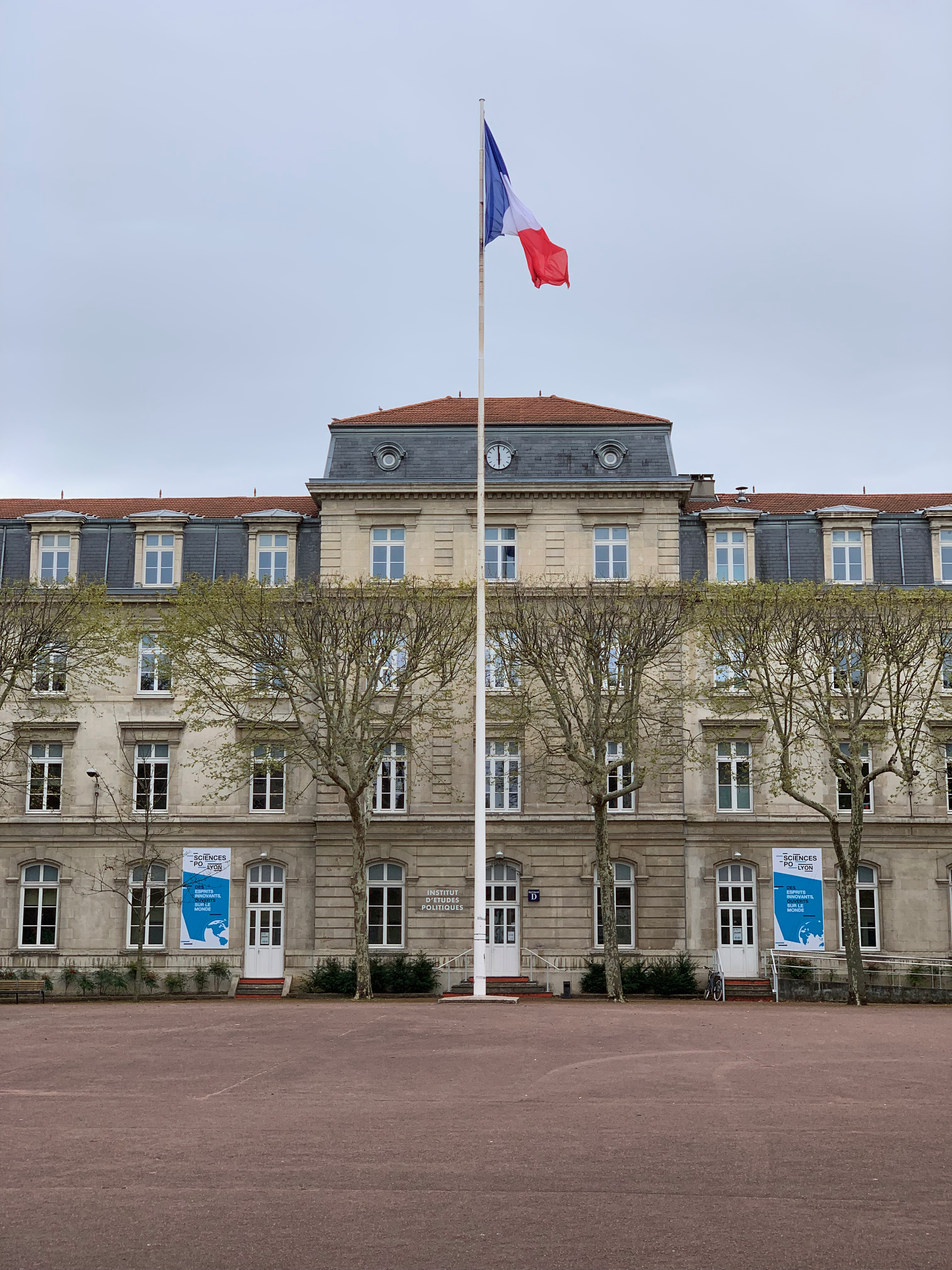

## Relaciones Internacionales
El carácter internacional del Instituto queda reflejado en la potencia de los programas de intercambio en los que participa, principalmente el Programa Erasmus. La mayor parte de los alumnos de 3º curso, obligados todos ellos a cursarlo en otra universidad (o hacer una práctica), lo hacen mediante la participación en este programa.
Además, y como consecuencia del 'vaciado' de alumnos propios por la obligatoriedad de la salida a otra universidad, el IEP de Lyon recibe un considerable número de estudiantes extranjeros participantes en programas de movilidad, unos 300 cada año. Estos estudiantes tienen acceso, tras una prueba de selección, a un programa formativo especial conducente a la obtención del Certificado de Estudios Políticos (CEP).

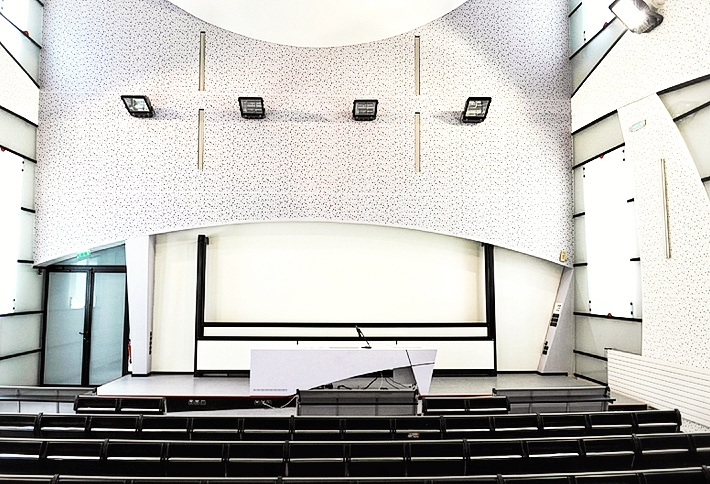
Anfiteatro Leclair,2013 Saint-Gobain Gypsum International Award. Arquitecto: Raphaël Pistilli

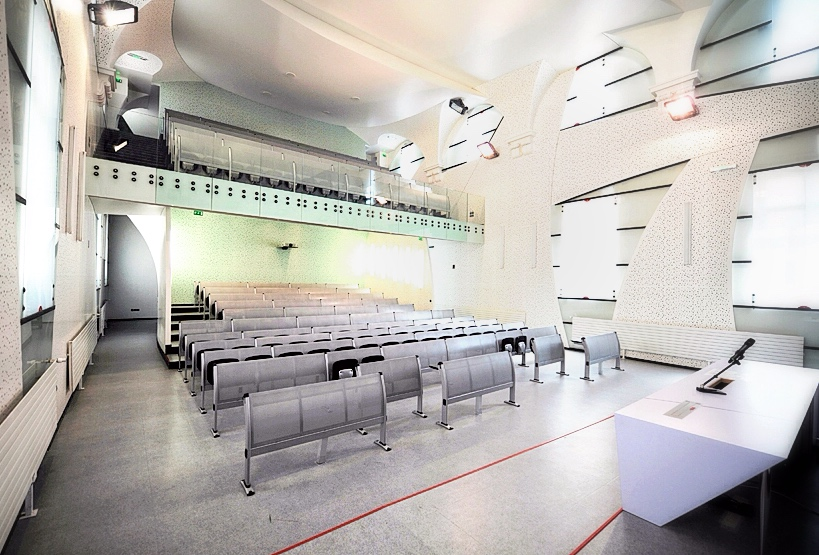
Anfiteatro Leclair

## Directores
- 1948–1955: Robert Pelloux
- 1955–1956: Hubert Richardo
- 1956–1960: Jacques Cadart
- 1960–1981: Marcel Pacaut
- 1981–1995: Georges Mutin
- 1995–1998: Alain-Serge Mescheriakoff
- 1999–2004: Daniel Dufourt
- 2004-2014: Gilles Pollet
- 2014-2016: Vincent Michelot
- 2016-2021: Renaud Payre
- Desde 2021: Helene Surrel